# Шинель (фільм, 1952)
«Шинель», італійська назва фільму — «Il cappotto» («Пальто») — фільм 1952 року режисера Альберто Латтуади, оснований на повісті Миколи Гоголя, інтерпретований у надзвичайно драматичній ролі Ренато Рашелем.

## Сюжет
Павія, 1930-ті роки. Писар Карміне де Карміне, найнятий муніципалітетом, веде дуже скромний спосіб життя. Живе в кімнаті пансіонату; він наполегливо і старанно працює, але його постійно принижують генеральний секретар муніципалітету та мер, амбітний і корумпований політик, а також невірний чоловік. За свою мізерну зарплату Карміне не може купити собі нове пальто. Одного разу Карміне з повагою вітає на вулиці красиву жінку, свою сусідку, до якої він відчував потяг, але вона, навіть не дивлячись на його обличчя, приймає його за жебрака і дає йому банкноту як милостиню. У цей момент Карміне, зазнавши надзвичайного приниження головним чином через свій зношений одяг, вирішує витратити свої заощадження та біжить до кравця, щоб замовити нове пальто. Грошей не зовсім вистачає, але вистачає на перший внесок.
Тим часом пальто готове і ідеально сидить на ньому. Карміне із задоволенням носить його, гуляючи містом (за ним на відстані йде кравець, який дуже пишається своєю роботою). Напередодні Нового року, все ще одягнений у своє дорогоцінне придбання, він йде на прийом, організований генеральним секретарем. Там він бачить ту саму красуню, яка дала йому гроші і яка насправді є коханкою мера, хоча Карміне про це не знає. Напідпитку від численних тостів, він виголошує промову на користь бідних і знедолених співгромадян (які часто просили його заступитися за них перед мером), але зустрінутий глузуванням колег і холодно мером. Потім, перед тим, як піти, він вальсує з красунею.
Після вечірки Карміне повертається додому. Він нарешті відчуває себе реалізованою людиною, але по дорозі на нього нападає волоцюга, який краде його пальто. Зневірений, він просить допомоги, але стикається з байдужістю людей (поліцейських, муніципальних чиновників) і, перш за все, мера, який відмовляється йому допомогти. Пригнічений і зневірений Карміне переживає нервовий зрив, який призводить його до смерті.
Лише після смерті Карміне нарешті вдасться перемогти: він порушує своїм похороном помпезну публічну церемонію, влаштовану мером з нагоди відкриття нового громадського центру. Потім він як привид повертається на вулиці міста, щоб вимагати справедливості, тероризуючи городян і знімаючи з них пальта холодними й туманними зимовими вечорами. Пізніше він їде додому до коханки мера, щоб порушити їх близькість. І нарешті він з'являється до самого мера і лякає його, аж до запізнілого, але щирого каяття.

## Створення фільму

### Тема та сценарій
«Пальто» взято з повісті Гоголя, опублікованої в 1842 році. Свій вибір Латтуада пояснив так: «Я звернувся до класичного російського письменника, тому що герої його повісті є універсальними і взірцевими персонажами, а тому цінності повісті, викладеної Гоголем, дійсні в будь-якій точці світу і в будь-який час тиранії та бюрократичної сліпоти».
Щодо сценарію, то існують різні версії щодо справжніх авторів. Окрім багатьох імен, які з'являються у перших титрах, Латтуада згадував, що Чезаре Дзаваттіні з'явився в титрах, тому що він брав участь у досить довгих сценарних розмовах, але так і не написав нічого. Через багато років він припише цю роботу Луїджі Малербі, з яким співпрацювали Джорджо Проспері та Леонардо Сінісгаллі, видатному вченому того часу, тоді як Джордано Корсі, один із продюсерів, натомість згадує, що «насправді текст сценарію переважно написав Джорджо Проспері, імена Дзаваттіні та Сінісгаллі здебільшого вставили для підвищення престижу акторського складу».

### Виробництво
Фільм «Пальто» був створений компанією «Faro film», заснованою в Мессіні в 1950 році групою ентузіастів кіно, яка спочатку була призначена для знімання документальних фільмів. Режисером фільму стала Б'янка Латтуада, сестра режисера, яка також залучила до фільму свого батька Феліче Латтуаду, який написав музику.

### Знімання
Інтер'єри фільму були зняті в компанії Titanus у Римі у Фарнезіні, тоді як для екстер'єрів виробництво переїхало до Павії. Знімання почали 5 січня 1952 року і завершили наприкінці лютого того ж року. Того року в Павії несподівано не випало снігу — сніг був невіддільним елементом сценографічного декору — і «весь сніг, який ви бачите у фільмі тоннами, штучний».

### Акторська гра

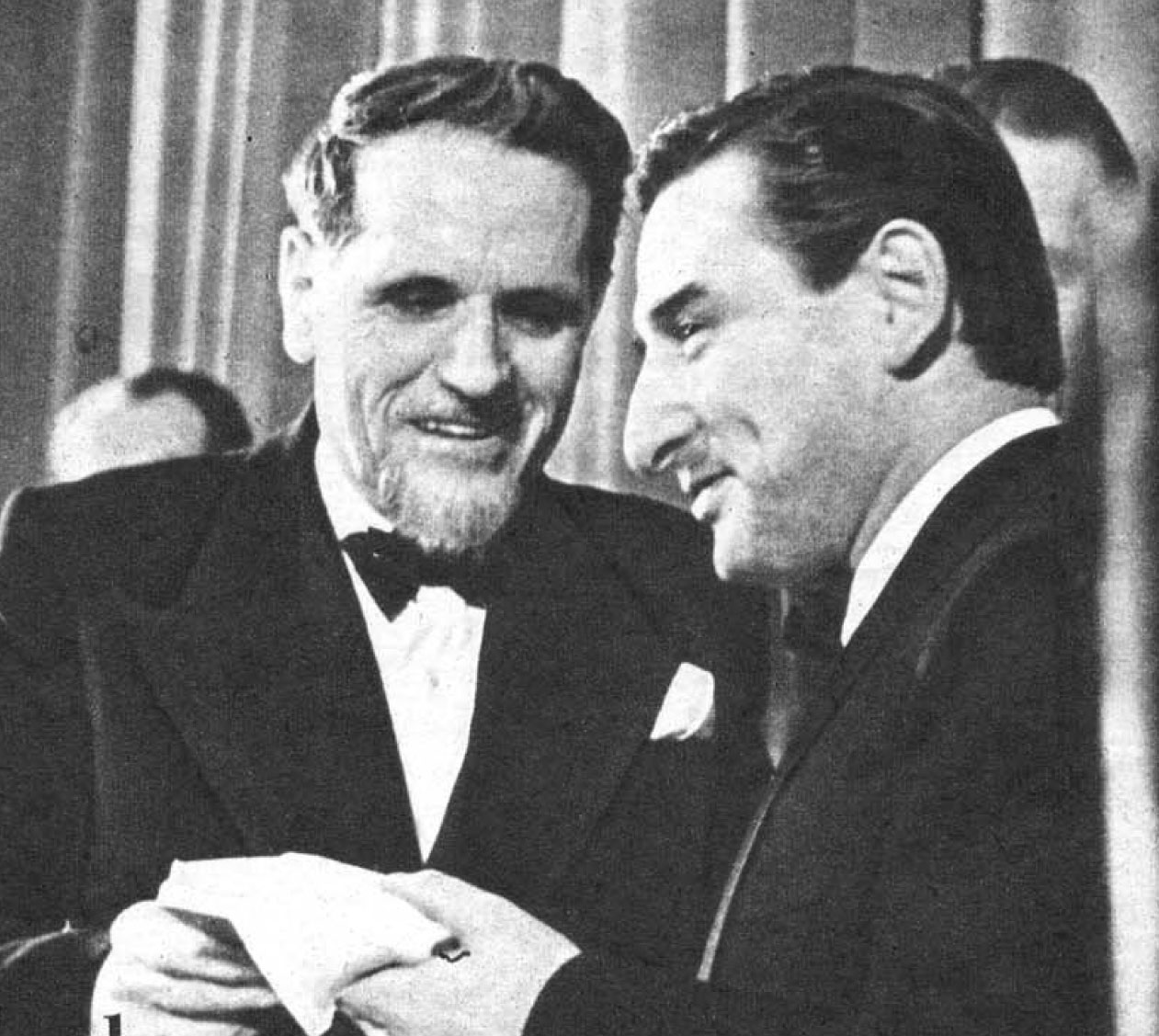
Ренато Рашель отримує Срібну стрічку 1952-1953 як найкращий актор за фільм «Пальто»

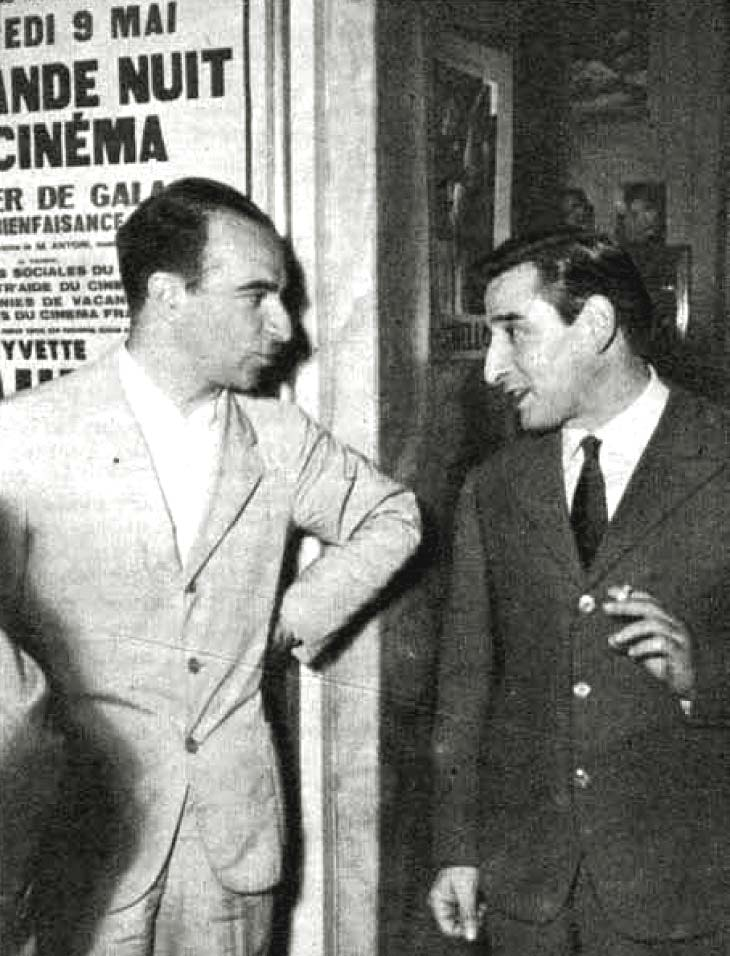
Альберто Латуада та Ренато Рашель на Каннському кінофестивалі 1952 року

«Пальто» засноване на напруженій драматичній грі Ренато Рашеля, який став несподіванкою, будучи актором зі світу легкого журналу.
«Я хотів Рашеля, — писав Латтуада багато років потому, — тому що він був схожий на розумне маленьке мишеня, тому я вирішив спробувати його з маленькими вусами. (…) Прикладом для наслідування як комік був трохи Чарлі Чаплін, але перш за все Бастер Кітон».
Цікаво, що сам Рашель сказав, що став жертвою крадіжки нового пальта під час театральної вистави, в якій він брав участь у той період .
У Каннах Ренато Рашель був нагороджений «Срібною стрічкою» як найкращий герой у сезоні 1952-1953 років. У зв’язку з отриманою похвалою Рашель хотів повторно запропонувати іншого гоголівського персонажа наступного року, знявшись у «Прогулянці», але не зміг повторити успіх «Пальто», і це залишилося його єдиною режисерською спробою.

### Критика
Альберто Моравіа як кінокритик висловив свою вдячність за фільм Латтуади, визнаючи «величезні труднощі, з якими зіткнувся (автор) перенесення „Пальто“ на знімальний майданчик в сучасній Італії. Треба визнати, що Латтуада зняв свій найкращий фільм, добре збалансований, компактний, без пропусків, добре розказаний». 

### Комерційний успіх
На додаток до переважно позитивних оцінок критиків, «Пальто» також зафіксувало хороший успіх у публіки, зі зборами близько 440 мільйонів лір . Цей комерційний результат помістив фільм у перші п’ятнадцять фільмів, з точки зору прибутку, серед 143 італійських робіт, що вийшли у кінотеатрах протягом 1952 року.

## Відзнаки
- В 1953 році Ренато Рашель отримав «Срібну стрічку» за найкращу чоловічу роль.

## Кадри з фільму

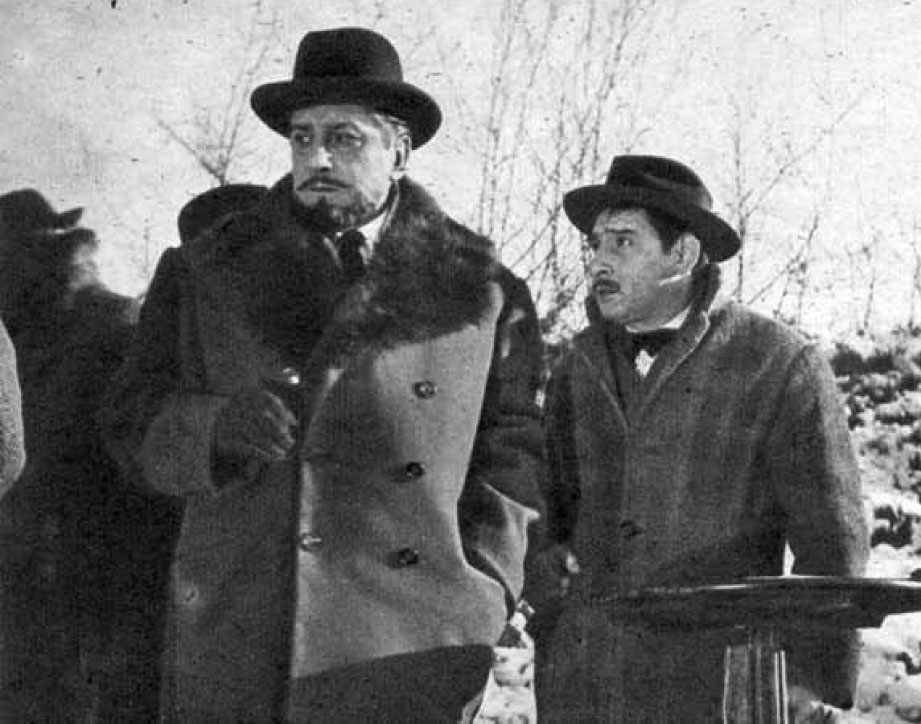
Джуліо Стіваль (мер) і Ренато Рашель (Карміне де Карміне)
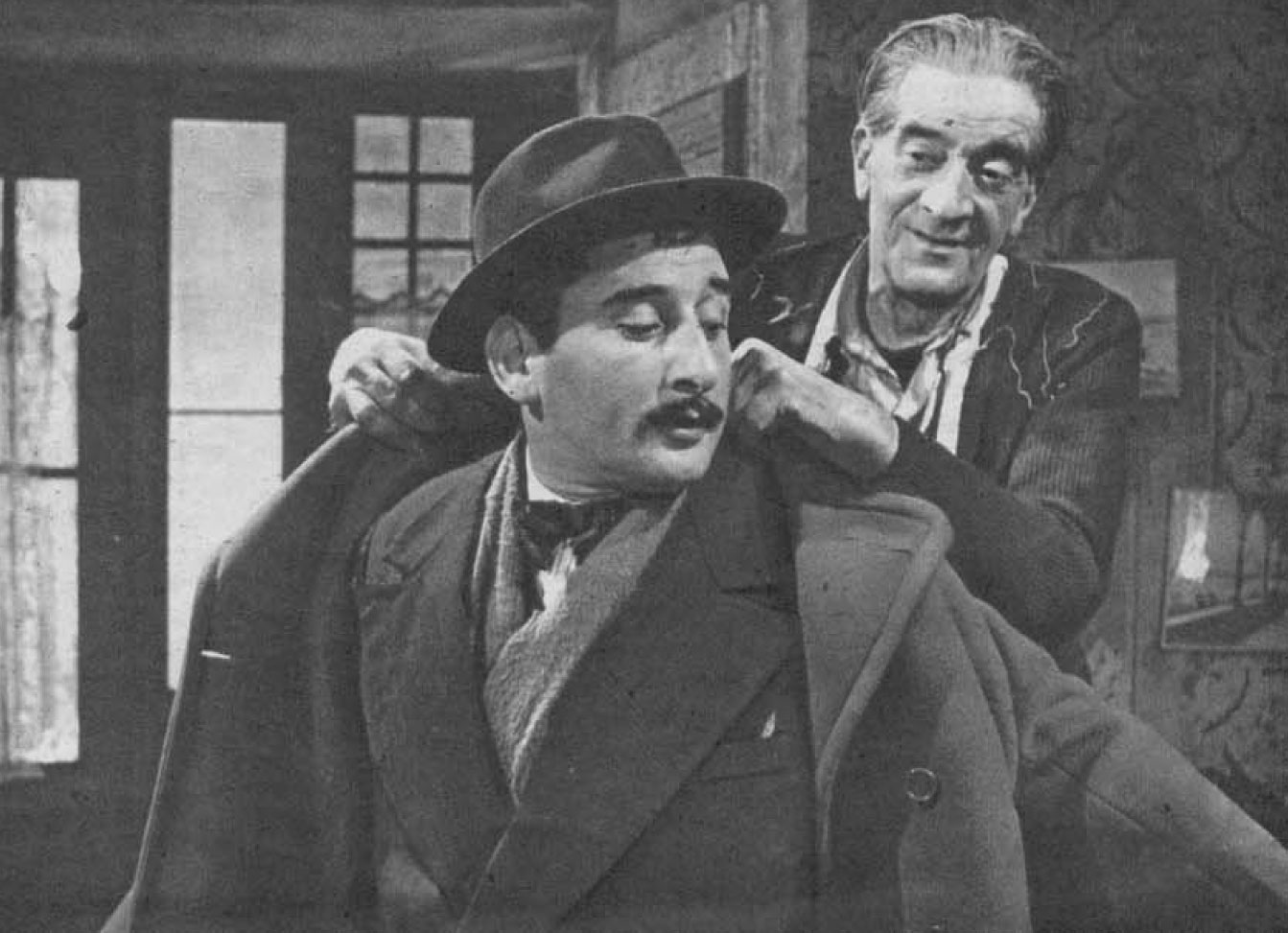
Ренато Рашель і Джуліо Калі (кравець)
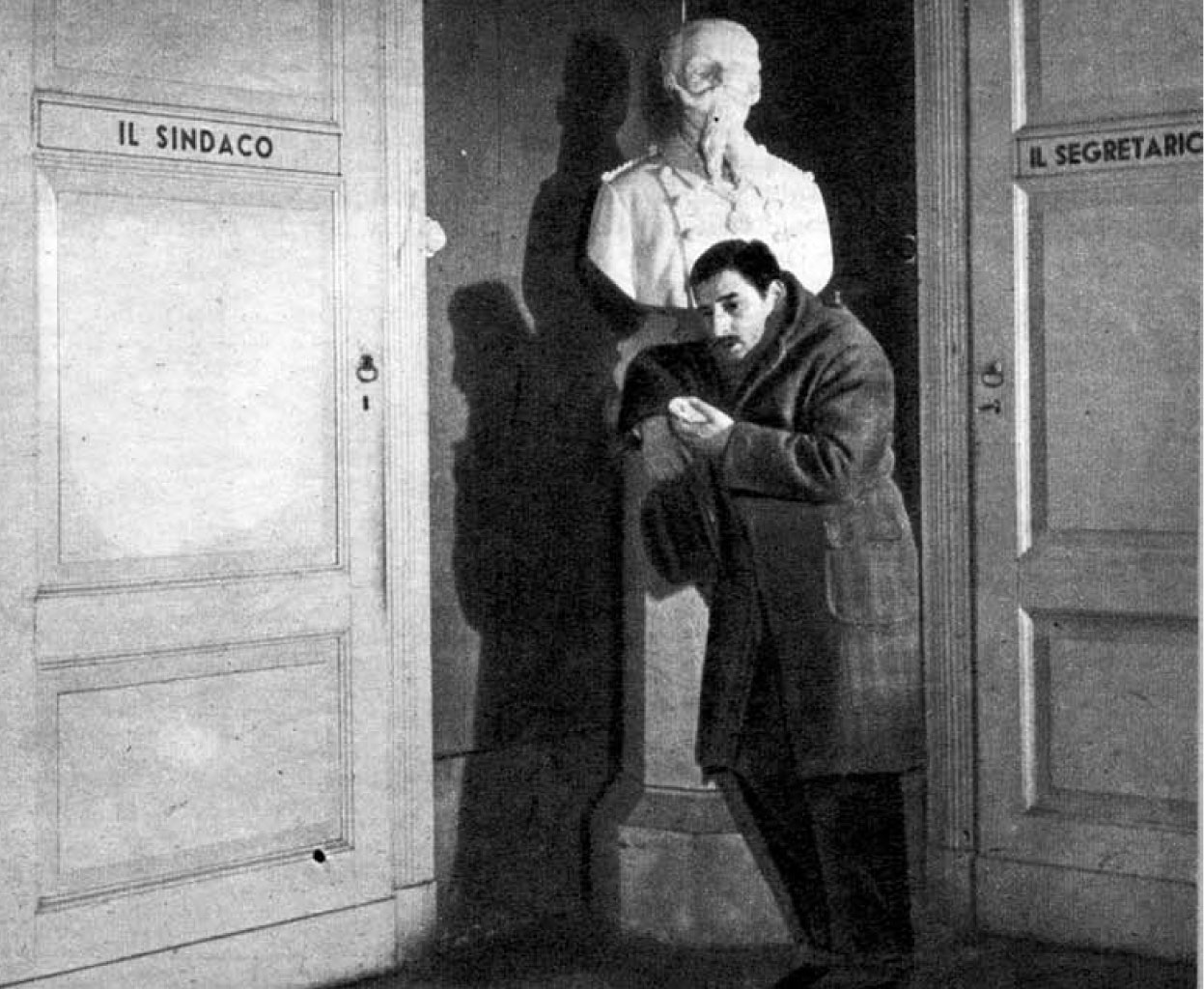
Рашель «принижений і ображений» у сцені з «Шинелі»
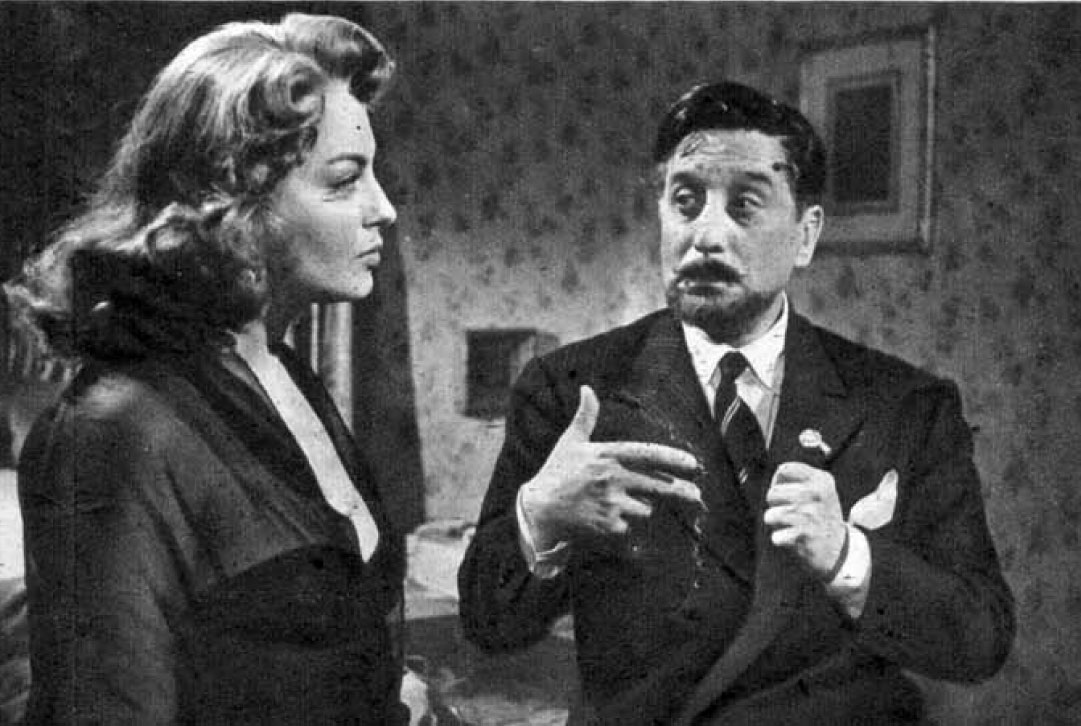
Івонн Сансон і Джуліо Стіваль
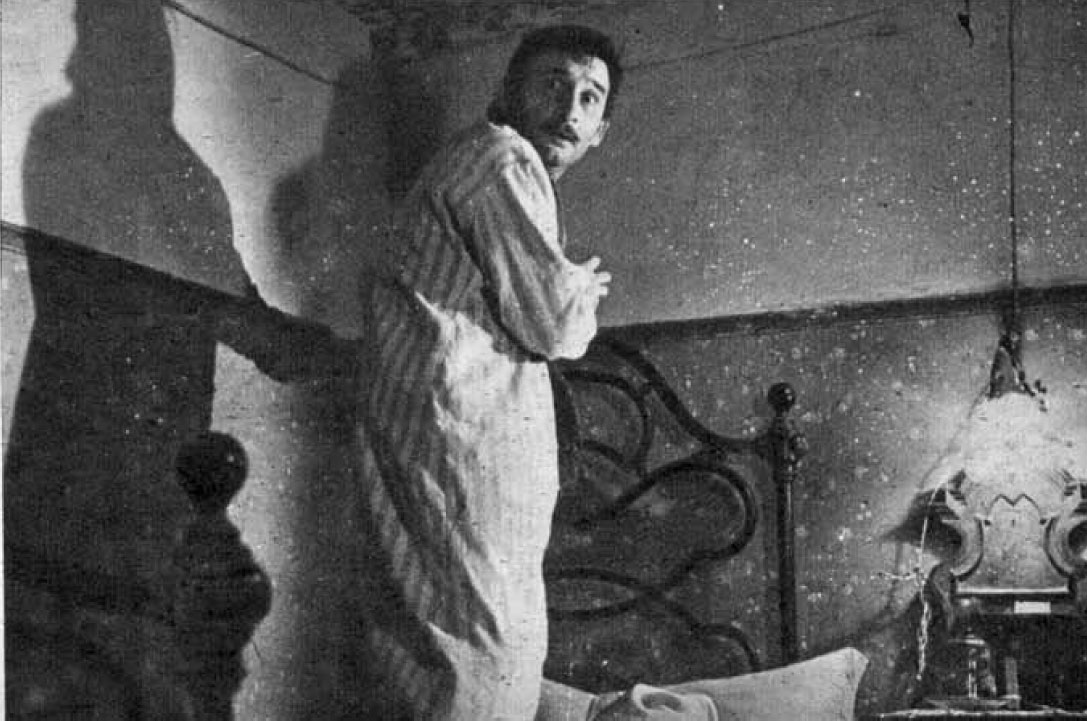
Ренато Рашель в «Пальто» здивував тих, хто вважав його лише легким журнальним актором